# 28 Armia (ZSRR)

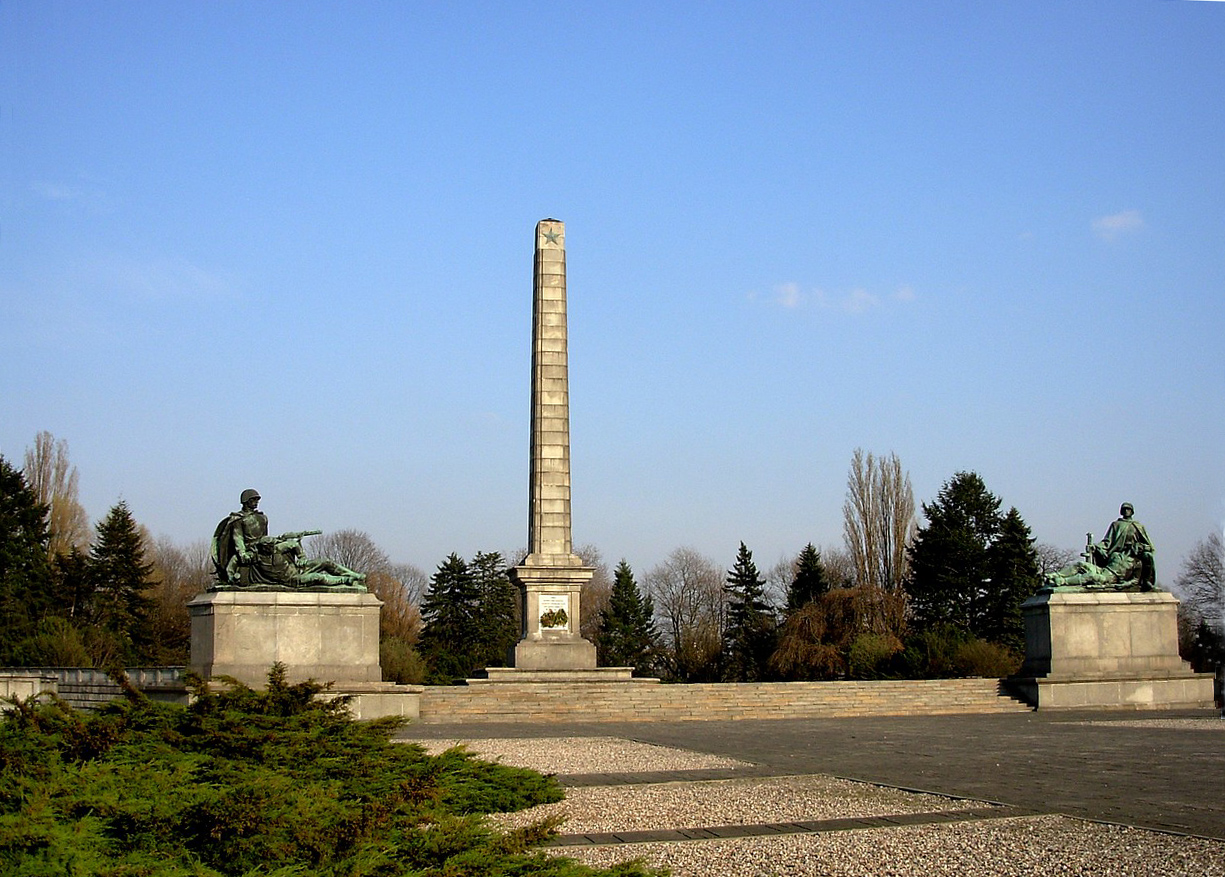
Cmentarz w Warszawie na którym spoczywają żołnierze 28 Armii.

28 Armia (ros. 28-я армия) – związek operacyjny Armii Czerwonej z okresu II wojny światowej.

## Historia
Latem 1942 28 Armia walczyła przeciw armii niemieckiej w rejonie rzeki Oskoł.  Do jesieni 1944, 28 Armia wchodziła w skład 1 Frontu Białoruskiego. Dowodzona przez gen. por. Aleksandra Łuczyńskiego brała udział w operacji Bagration. Uczestniczac w operacji brzesko-lubelskiej zdobyła Sokołów Podlaski.
We wrześniu 1944, prowadząc działania zaczepne razem z 65 Armią zdobyła Wyszków. Brała udział w forsowaniu Narwi odpierając niemieckie ataki, w tym 5 Dywizji Pancernej SS „Wiking”.
Następnie wchodziła w skład 3 Frontu Białoruskiego i 1 Frontu Ukraińskiego. W składzie tego ostatniego uczestniczyła w operacji berlińskiej.

## Dowódcy
- gen. lejtn. Władimir Kaczałow (25.06. – 10.08.1941)
- gen. armii Iwan Tiuleniew (15.11.1941 – 04.03.1942)
- gen. lejtn. Dmitrij Riabyszew (05.03. – 04.07.1942)
- gen. mjr Wasilij Kriuczonkin (04.07.[2] – 12.07.1942)
- gen. lejtn. Wasyl Herasymenko (09.09.1942 – 30.11.1943)
- gen. lejtn. Aleksiej Greczkin (30.11.1943 – 20.05.1944)
- gen. lejtn. Aleksandr Łuczinski (20.05.1944 – czerwiec 1945)

## Struktura organizacyjna
okres wojny
- 3 Korpus Armijny
- 20 Korpus Armijny
- 128 Korpus Armijny.

w 1990
w składzie Białoruskiego Okręgu Wojskowego
- 6 Dywizja Pancerna
- 28 Dywizja Pancerna
- 76 Dywizja Pancerna
- 50 Dywizja Zmechanizowana
- 120 Brygada Rakiet Przeciwlotniczych
- 108 Brygada Zaopatrzenia
- 1199 pułk artylerii rakietowej
- 801 pułk artylerii rakietowej
- 111 pułk artylerii
- 74 pułk łączności
- 255 pułk radiotechniczny
- 330 pułk śmigłowców bojowych
- 174 eskadra BSR